# Igreja da Eutanásia
A Igreja da Eutanásia (Church of Euthanasia, abreviada CoE) é uma organização religiosa fundada em 1992 pelo "reverendo" Chris Korda e o "pastor" Kim (Robert Kimberk), na região de Boston, Massachusetts, nos Estados Unidos.
O mais popular de seus slogans é "Save the Planet, Kill Yourself" (Salve o Planeta, Mate-se) e a ideologia em que se baseia é resumida em um único mandamento: "Você não procriará", e quatro pilares: suicídio, aborto, canibalismo e sodomia ("qualquer ato sexual que não leva à procriação"). A Igreja enfatiza que a redução da população mundial deve ser feita somente por meios voluntários, de modo que o assassinato e a esterilização involuntária são estritamente proibidos por sua doutrina.